# 8 Lacertae A
8 Lac A è una stella della costellazione della Lucertola, situata nella parte meridionale della costellazione e facente parte del sistema multiplo 8 Lac.
È una binaria spettroscopica separata dalla compagna più luminosa da 22,4 secondi d'arco e con un angolo di posizione di 186°.

## Fonti
- (EN) Cataloghi stellari, su alcyone.de. URL consultato il 12 gennaio 2008 (archiviato dall'url originale il 30 aprile 2016).
- (EN) Scenta, su scenta.co.uk. URL consultato il 12 gennaio 2008 (archiviato dall'url originale il 28 agosto 2008).
- Software astronomico Megastar 5.0